# Titularbistum Metrae
Metrae (ital.: Metre) ist ein Titularbistum der römisch-katholischen Kirche. 
Es geht zurück auf einen untergegangenen Bischofssitz in der gleichnamigen antiken Stadt, die in der römischen Provinz Europa (europäischer Teil der heutigen Türkei) lag. Der Bischofssitz gehörte der Kirchenprovinz Heraclea Sintica an.
| Titularbischöfe von Metrae |                                |                                             |                   |                  |
| Nr.                        | Name                           | Amt                                         | von               | bis              |
| 1                          | José Selva e Amaral SDB        | Prälat von Registro do Araguaia (Brasilien) | 27. Dezember 1937 | 13. August 1956  |
| 2                          | Alcides Mendoza Castro         | Weihbischof in Abancay (Peru)               | 28. April 1958    | 5. Dezember 1962 |
| 3                          | Amadeu González Ferreiros OdeM | Prälat von São Raimundo Nonato (Brasilien)  | 18. Februar 1963  | 20. März 1995    |